# Dan Tudin
Daniel Richard „Dan“ Tudin (* 3. August 1978 in Ottawa, Ontario) ist ein italo-kanadischer Eishockeyspieler, der seit Sommer 2006 bei Ritten Sport aus der italienischen Serie A1 unter Vertrag steht.

## Karriere
Dan Tudin begann seine Karriere als Eishockeyspieler 1995 bei den Ottawa 67’s aus der Ontario Hockey League, wo er vier Jahre auf dem Eis stand, bevor er 1999 auf die Dalhousie University aus der Canadian Interuniversity Sport wechselte. Dort spielte er für vier Jahre und wurde 2002 in das All-Star-Team sowie im selben Jahr zum sportlich fairsten Spieler und ein Jahr später zum besten studentischen Athleten. 2003 wechselte er für eine Saison in die ECHL zu den Columbus Cottonmouths. Im Sommer 2004 unterzeichnete Tudin einen Vertrag beim Ligakonkurrenten Las Vegas Wranglers, welcher in der folgenden Saison für ein weiteres Jahr verlängert wurde. In der Saison 2005/06 kam er neben den 65 Einsätzen bei den Las Vegas Wranglers auch zu fünf Einsätzen beim Farmteam Omaha Ak-Sar-Ben Knights aus der American Hockey League. Im Sommer 2006 unterzeichnete der Italo-Kanadier einen Vertrag bei Ritten Sport aus der italienischen Serie A1, welcher mehrfach verlängert wurde. Mit den Südtirolern gewann er 2014, 2016, 2017 und 2019 die italienische Meisterschaft sowie von 2010, 2014 und 2015 den Pokalwettbewerb. Darüber hinaus gelang 2009, 2010 und 2017 der Sieg im italienischen Superpokal.

### International
Für Italien nahm Tudin an den Weltmeisterschaften der Top-Division 2012 und 2014 sowie der Division I 2016 teil.

## Erfolge und Auszeichnungen
- 2002 All-Star-Team und sportlich fairster Spieler des Canadian Interuniversity Sport
- 2003 Bester studentischer Athlet des Canadian Interuniversity Sport
- 2009 Italienischer Superpokalsieger mit Ritten Sport
- 2010 Italienischer Pokalsieger und Superpokalsieger mit Ritten Sport
- 2014 Italienischer Meister und Pokalsieger mit Ritten Sport
- 2015 Italienischer Pokalsieger mit Ritten Sport
- 2016 Italienischer Meister mit Ritten Sport
- 2016 Aufstieg in die Top-Division bei der Weltmeisterschaft der Division I, Gruppe A